# Henri Paternóster
Henri Paternóster (Etterbeek, 9 gennaio 1908 – Bruxelles, 30 settembre 2007) è stato uno schermidore belga, vincitore di una medaglia di bronzo nella scherma ai giochi olimpici.